# Eleições parlamentares europeias de 1987 no distrito de Castelo Branco
| Eleições parlamentares europeias de 1987 Distritos: Aveiro \| Beja \| Braga \| Bragança \| Castelo Branco \| Coimbra \| Évora \| Faro \| Guarda \| Leiria \| Lisboa \| Portalegre \| Porto \| Santarém \| Setúbal \| Viana do Castelo \| Vila Real \| Viseu \| Açores \| Madeira \| Estrangeiro |

## Resultados por concelho
Os resultados nos concelhos do Distrito de Castelo Branco foram os seguintes:

### Belmonte
| Partido                 | Partido                         | Votos | %               |
| ----------------------- | ------------------------------- | ----- | --------------- |
|                         | Partido Social Democrata        | 1 381 | 35,83 / 100,00  |
|                         | Partido Socialista              | 1 029 | 26,70 / 100,00  |
|                         | Centro Democrático Social       | 552   | 14,32 / 100,00  |
|                         | Partido Renovador Democrático   | 229   | 5,94 / 100,00   |
|                         | Coligação Democrática Unitária  | 217   | 5,63 / 100,00   |
|                         | Partido Popular Monárquico      | 71    | 1,84 / 100,00   |
|                         | Partido da Democracia Cristã    | 47    | 1,22 / 100,00   |
|                         | Movimento Democrático Português | 39    | 1,01 / 100,00   |
|                         | Outros (com menos de 1,00%)     | 108   | 2,80 / 100,00   |
| Votos Inválidos         | Votos Inválidos                 | 181   | 4,70 / 100,00   |
| Total                   | Total                           | 3 854 | 100,00 / 100,00 |
| Eleitorado/Participação | Eleitorado/Participação         | 5 991 | 64,33 / 100,00  |

### Castelo Branco
| Partido                 | Partido                        | Votos  | %               |
| ----------------------- | ------------------------------ | ------ | --------------- |
|                         | Partido Social Democrata       | 15 276 | 45,14 / 100,00  |
|                         | Partido Socialista             | 7 370  | 21,78 / 100,00  |
|                         | Centro Democrático Social      | 3 885  | 11,48 / 100,00  |
|                         | Partido Renovador Democrático  | 2 641  | 7,80 / 100,00   |
|                         | Coligação Democrática Unitária | 1 642  | 4,85 / 100,00   |
|                         | Partido Popular Monárquico     | 829    | 2,45 / 100,00   |
|                         | Outros (com menos de 1,00%)    | 1 154  | 3,42 / 100,00   |
| Votos Inválidos         | Votos Inválidos                | 1 048  | 3,10 / 100,00   |
| Total                   | Total                          | 33 845 | 100,00 / 100,00 |
| Eleitorado/Participação | Eleitorado/Participação        | 45 742 | 73,99 / 100,00  |

### Covilhã
| Partido                 | Partido                        | Votos  | %               |
| ----------------------- | ------------------------------ | ------ | --------------- |
|                         | Partido Socialista             | 9 344  | 27,19 / 100,00  |
|                         | Partido Social Democrata       | 8 418  | 24,49 / 100,00  |
|                         | Centro Democrático Social      | 5 569  | 16,20 / 100,00  |
|                         | Coligação Democrática Unitária | 4 937  | 14,37 / 100,00  |
|                         | Partido Renovador Democrático  | 2 646  | 7,70 / 100,00   |
|                         | Partido Popular Monárquico     | 697    | 2,03 / 100,00   |
|                         | União Democrática Popular      | 398    | 1,16 / 100,00   |
|                         | Outros (com menos de 1,00%)    | 1 136  | 3,31 / 100,00   |
| Votos Inválidos         | Votos Inválidos                | 1 222  | 3,56 / 100,00   |
| Total                   | Total                          | 34 367 | 100,00 / 100,00 |
| Eleitorado/Participação | Eleitorado/Participação        | 47 687 | 72,07 / 100,00  |

### Fundão
| Partido                 | Partido                          | Votos  | %               |
| ----------------------- | -------------------------------- | ------ | --------------- |
|                         | Partido Social Democrata         | 6 158  | 33,51 / 100,00  |
|                         | Partido Socialista               | 4 923  | 26,79 / 100,00  |
|                         | Centro Democrático Social        | 3 042  | 16,55 / 100,00  |
|                         | Partido Renovador Democrático    | 1 016  | 5,53 / 100,00   |
|                         | Coligação Democrática Unitária   | 893    | 4,86 / 100,00   |
|                         | Partido Popular Monárquico       | 353    | 1,92 / 100,00   |
|                         | Partido Comunista (Reconstruído) | 288    | 1,57 / 100,00   |
|                         | Partido da Democracia Cristã     | 273    | 1,49 / 100,00   |
|                         | Outros (com menos de 1,00%)      | 538    | 2,93 / 100,00   |
| Votos Inválidos         | Votos Inválidos                  | 893    | 4,86 / 100,00   |
| Total                   | Total                            | 18 377 | 100,00 / 100,00 |
| Eleitorado/Participação | Eleitorado/Participação          | 27 715 | 66,31 / 100,00  |

### Idanha-a-Nova
| Partido                 | Partido                          | Votos  | %               |
| ----------------------- | -------------------------------- | ------ | --------------- |
|                         | Partido Social Democrata         | 3 764  | 40,47 / 100,00  |
|                         | Partido Socialista               | 2 746  | 29,52 / 100,00  |
|                         | Centro Democrático Social        | 813    | 8,74 / 100,00   |
|                         | Coligação Democrática Unitária   | 379    | 4,07 / 100,00   |
|                         | Partido Renovador Democrático    | 300    | 3,23 / 100,00   |
|                         | Partido Popular Monárquico       | 166    | 1,78 / 100,00   |
|                         | Partido Comunista (Reconstruído) | 165    | 1,77 / 100,00   |
|                         | Partido da Democracia Cristã     | 133    | 1,43 / 100,00   |
|                         | Outros (com menos de 1,00%)      | 236    | 2,53 / 100,00   |
| Votos Inválidos         | Votos Inválidos                  | 599    | 6,44 / 100,00   |
| Total                   | Total                            | 9 301  | 100,00 / 100,00 |
| Eleitorado/Participação | Eleitorado/Participação          | 14 206 | 65,47 / 100,00  |

### Oleiros
| Partido                 | Partido                     | Votos | %               |
| ----------------------- | --------------------------- | ----- | --------------- |
|                         | Partido Social Democrata    | 4 352 | 70,88 / 100,00  |
|                         | Centro Democrático Social   | 946   | 15,41 / 100,00  |
|                         | Partido Socialista          | 432   | 7,04 / 100,00   |
|                         | Outros (com menos de 1,00%) | 230   | 3,75 / 100,00   |
| Votos Inválidos         | Votos Inválidos             | 180   | 2,93 / 100,00   |
| Total                   | Total                       | 6 140 | 100,00 / 100,00 |
| Eleitorado/Participação | Eleitorado/Participação     | 8 133 | 75,49 / 100,00  |

### Penamacor
| Partido                 | Partido                          | Votos | %               |
| ----------------------- | -------------------------------- | ----- | --------------- |
|                         | Partido Social Democrata         | 2 217 | 41,74 / 100,00  |
|                         | Partido Socialista               | 1 458 | 27,45 / 100,00  |
|                         | Centro Democrático Social        | 659   | 12,41 / 100,00  |
|                         | Partido Renovador Democrático    | 166   | 3,13 / 100,00   |
|                         | Coligação Democrática Unitária   | 123   | 2,32 / 100,00   |
|                         | Partido da Democracia Cristã     | 100   | 1,88 / 100,00   |
|                         | Partido Popular Monárquico       | 80    | 1,51 / 100,00   |
|                         | Partido Comunista (Reconstruído) | 68    | 1,28 / 100,00   |
|                         | Outros (com menos de 1,00%)      | 103   | 1,94 / 100,00   |
| Votos Inválidos         | Votos Inválidos                  | 337   | 6,35 / 100,00   |
| Total                   | Total                            | 5 311 | 100,00 / 100,00 |
| Eleitorado/Participação | Eleitorado/Participação          | 8 012 | 66,29 / 100,00  |

### Proença-a-Nova
| Partido                 | Partido                       | Votos  | %               |
| ----------------------- | ----------------------------- | ------ | --------------- |
|                         | Partido Social Democrata      | 4 675  | 60,49 / 100,00  |
|                         | Centro Democrático Social     | 1 560  | 20,18 / 100,00  |
|                         | Partido Socialista            | 951    | 12,30 / 100,00  |
|                         | Partido Renovador Democrático | 80     | 1,04 / 100,00   |
|                         | Outros (com menos de 1,00%)   | 271    | 3,50 / 100,00   |
| Votos Inválidos         | Votos Inválidos               | 192    | 2,48 / 100,00   |
| Total                   | Total                         | 7 729  | 100,00 / 100,00 |
| Eleitorado/Participação | Eleitorado/Participação       | 10 096 | 76,56 / 100,00  |

### Sertã
| Partido                 | Partido                       | Votos  | %               |
| ----------------------- | ----------------------------- | ------ | --------------- |
|                         | Partido Social Democrata      | 7 950  | 64,67 / 100,00  |
|                         | Centro Democrático Social     | 1 723  | 14,02 / 100,00  |
|                         | Partido Socialista            | 1 361  | 11,07 / 100,00  |
|                         | Partido Popular Monárquico    | 170    | 1,38 / 100,00   |
|                         | Partido da Democracia Cristã  | 157    | 1,28 / 100,00   |
|                         | Partido Renovador Democrático | 130    | 1,06 / 100,00   |
|                         | Outros (com menos de 1,00%)   | 327    | 2,66 / 100,00   |
| Votos Inválidos         | Votos Inválidos               | 475    | 3,86 / 100,00   |
| Total                   | Total                         | 12 293 | 100,00 / 100,00 |
| Eleitorado/Participação | Eleitorado/Participação       | 17 134 | 71,75 / 100,00  |

### Vila de Rei
| Partido                 | Partido                      | Votos | %               |
| ----------------------- | ---------------------------- | ----- | --------------- |
|                         | Partido Social Democrata     | 1 859 | 61,35 / 100,00  |
|                         | Centro Democrático Social    | 717   | 23,66 / 100,00  |
|                         | Partido Socialista           | 175   | 5,78 / 100,00   |
|                         | Partido da Democracia Cristã | 50    | 1,65 / 100,00   |
|                         | Outros (com menos de 1,00%)  | 105   | 3,46 / 100,00   |
| Votos Inválidos         | Votos Inválidos              | 124   | 4,09 / 100,00   |
| Total                   | Total                        | 3 030 | 100,00 / 100,00 |
| Eleitorado/Participação | Eleitorado/Participação      | 3 984 | 76,05 / 100,00  |

### Vila Velha de Ródão
| Partido                 | Partido                          | Votos | %               |
| ----------------------- | -------------------------------- | ----- | --------------- |
|                         | Partido Social Democrata         | 1 109 | 32,40 / 100,00  |
|                         | Partido Socialista               | 1 091 | 31,87 / 100,00  |
|                         | Centro Democrático Social        | 319   | 9,32 / 100,00   |
|                         | Coligação Democrática Unitária   | 308   | 9,00 / 100,00   |
|                         | Partido Renovador Democrático    | 278   | 8,12 / 100,00   |
|                         | Partido Popular Monárquico       | 48    | 1,40 / 100,00   |
|                         | Partido da Democracia Cristã     | 44    | 1,29 / 100,00   |
|                         | Partido Comunista (Reconstruído) | 39    | 1,14 / 100,00   |
|                         | Outros (com menos de 1,00%)      | 65    | 1,90 / 100,00   |
| Votos Inválidos         | Votos Inválidos                  | 122   | 3,56 / 100,00   |
| Total                   | Total                            | 3 423 | 100,00 / 100,00 |
| Eleitorado/Participação | Eleitorado/Participação          | 4 628 | 73,96 / 100,00  |